# Acokanthera
Acokanthera es un género de arbustos o pequeños árboles perteneciente a la familia Apocynaceae. Las especies de este género se distribuyen en el este de África, Arabia y China.

## Descripción
Son arbustos o pequeños árboles con látex blanco. Hojas opuestas. Corto corimbo pedunculados o sésiles, axilares. Flores subsésiles, generalmente con dulce aroma. Cáliz pequeño, corola de color blanco o teñidas de color rosa, tubo ligeramente ampliado cerca de la boca; lóbulos cortos, con solapamiento a la izquierda; corona ausente. Los estambres insertos en el marco ampliado del tubo de la corola, anteras aovadas a oblongas, Fruto globoso o elíptico con una o dos semillas.

## Fitoquímica y Toxicidad
Todas las partes de la planta de las especies pertenecientes al género Acokanthera pueden contener glucósidos cardenólidos, tales como la ouabaína, cuya ingestión puede suponer un riesgo para la salud.
Otros cardenólidos son los acofriósidos de A. friesiorum y A. oppositifolia, los acolongiflorósidos de A. longiflora, A. schimperi y A. friesiorum  y los acobiósidos de A. spectabilis y A. oppositifolia
|          |               |                     |              |
| Ouabaína | Acofriósido L | Acolongiflorósido K | Acobiósido A |

## Taxonomía
El género fue descrito por George Don y publicado en A General History of the Dichlamydeous Plants 4: 485. 1837.

## Especies
- Acokanthera friesiorum Markgr.
- Acokanthera oblongifolia Benth. & Hook.f.
- Acokanthera oppositifolia (Lam.) Codd
- Acokanthera ouabaio Cathelineau ex Lewin
- Acokanthera schimperi (A.DC.) Oliv. (= Acokanthera abyssinica K.Schum.)